# Coccinelle (ソフトウェア)
Coccinelle (フランス語でテントウムシ) は、プログラミング言語のC言語で書かれたプログラムのソースコードのマッチング及び変形を行うためのツールである。Coccinelleは当初Linuxの進化を助けるために使用された。それにおいて、関数の改名、何らかのコンテキストに依存した値の引数の追加、データ構造の再編のような、ライブラリのAPIの変更することを支援している。このツールはオープンソースライセンスの基で自由に使用可能である。
マッチングや変換されるソースコードは、C言語にとても良く似たパターン(セマンティックパッチ言語)を使用して指定される。

## 例
```
@@
expression lock, flags;
expression urb;
@@

 spin_lock_irqsave(lock, flags);
 <...
- usb_submit_urb(urb)
+ usb_submit_urb(urb, GFP_ATOMIC)
 ...>
 spin_unlock_irqrestore(lock, flags);

@@
expression urb;
@@

- usb_submit_urb(urb)
+ usb_submit_urb(urb, GFP_KERNEL)
```

## 開発
サポートはIRILLにより提供されており、Coccinelleの開発資金提供は Agence Nationale de la Recherche (フランス)、Danish Research Council for Technology and Production Sciences及びINRIAにより提供されている。